# Раненый человек
«Раненый человек» (фр. L'Homme blessé) — французская драма 1983 года, снятая Патрисом Шеро. Участница основного конкурса 36-го Каннского кинофестиваля. В 1984 году лента получила премию «Сезар» в категории за лучший оригинальный сценарий.

## Сюжет
Анри, обычный подросток, чей отец имеет польское происхождение, скучает, живя в пролетарской семье. Он знакомится с Жаном Лерманом, который зарабатывает на жизнь оказанием интимных услуг. Испытав с ним первый сексуальный опыт, Анри влюбляется в него. Но для Жана эта сексуальная связь не является чем-то серьезным… просто одна из множества таких же связей. Погружаясь в запретный мир своего кумира, Анри пытается тоже зарабатывать проституцией. Отношения подростка с мужчиной неуклонно близятся к трагической развязке…

## В ролях
| Актёр                | Роль                       |
| -------------------- | -------------------------- |
| Жан-Юг Англад        | Анри                       |
| Витторио Меццоджорно | Жан Лерман                 |
| Ролан Бертен         | Босманс                    |
| Лиза Кройцер         | Элизабет                   |
| Клод Берри           | клиент                     |
| Хамму Грайя          | молодой человек на станции |
| Армин Мюллер-Шталь   | отец Анри                  |
| Анник Алан           | мать Анри                  |